# Граф Кинтор

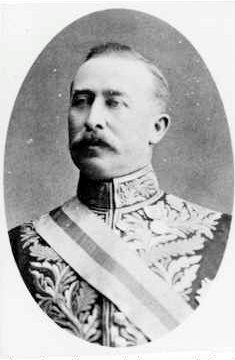
Элджернон Кейт-Фальконер, 9-й граф Кинтор

Граф Кинтор  (англ. Earl of Kintore) — наследственный титул в системе Пэрства Шотландии.

## История
Титул графа Кинтора был создан 26 июня 1677 года для сэра Джона Кейта (ум. 1714), третьего сына Уильяма Кейта, 6-го графа Маришаля (ок. 1585—1635). Вместе с графским титулом он получил титулы лорда Кейта из Инверури и Кейт Холла (пэрство Шотландии). В 1761 году после смерти Уильяма Кейта, 4-го графа Кинтора (1702—1761) графский титул оказался бездействующим, так как никто из родственников не мог доказать претензии на титул. В 1778 году графский титул был передан Энтони Эдриану Фальконеру, лорду Фальконеру из Халкертона (ум. 1804), который сменил свою фамилию на «Кейт-Фальконер». Титулы лорда Фальконера из Халкертона и графа Кинтора существовали вплоть до 1966 года, когда, после смерти 10-го графа Кинтора, титул лорда Фальконера прервался.
В 1905 году на Этел Сидни Кейт-Фальконер (1874—1974), старшей дочери 9-го графа Кинтора, женился Джон Бэрд, 1-й виконт Стонхейвен (1874—1941). После смерти лорда Стонхейвена (1941) титулы виконта Стонхейвена (создан в 1938 г.) и барона Стонхейвена (создан в 1925 г.), входившие в системе Пэрства Соединённого королевства, а также баронета из Ари унаследовал их сын Джеймс Иэн Бэрд (1908—1989), будущий 12-й граф Кинтор. Графиня Кинтор скончалась на следующий день после своего сотого дня рождения, став самой долгоживущей женщиной, являвшейся пэром Великобритании. В 1974 году после смерти своей матери Джеймс Иэн Бэрд унаследовал титул графа Кинтора и сменил фамилию на «Кейт».
Родовое гнездо — Кейт Холл в окрестностях Инверури в Абердиншире (Шотландия).
Сын и наследник графа Кинтора носит титул учтивости — «Лорд Инверури».
Графы Кинтор являются наследственными вождями шотландского клана Кейт.

## Графы Кинтор (1677)
- 1677—1714: Джон Кейт, 1-й граф Кинтор (ум. 12 апреля 1714), третий сын Уильяма Кейта, 5-го графа Маришаля (1585—1635)
- 1714—1418: Уильям Кейт, 2-й граф Кинтор (ум. 5 декабря 1718), сын предыдущего
- 1718—1758: Джон Кейт, 3-й граф Кинтор (21 мая 1699 — 22 ноября 1758), старший сын предыдущего
- 1758—1761: Уильям Кейт, 4-й граф Кинтор (5 января 1702 — 22 ноября 1761), младший брат предыдущего
- 1778—1804: Энтони Адриан Кейт-Фальконер, 5-й граф Кинтор (ум. 30 августа 1804), сын Уильяма Фальконера, 6-го лорда Фальконера из Халкертона (ум. 1776)
- 1804—1812: Уильям Кейт-Фальконер, 6-й граф Кинтор (11 декабря 1766—1812), сын предыдущего
- 1812—1844: Энтони Адриан Кейт-Фальконер, 7-й граф Кинтор (20 апреля 1794 — 11 июля 1844), старший сын предыдущего
  - Уильям Адриан Кейт-Фальконер, лорд Инверури (2 сентября 1822 — 17 декабря 1843), старший сын предыдущего
- 1844—1880: Фрэнсис Александр Кейт-Фальконер, 8-й граф Кинтор (7 июня 1828 — 18 июля 1880), второй сын 7-го графа Кинтора
- 1880—1930: Элджернон Хокинс Томонд Кейт-Фальконер, 9-й граф Кинтор (12 августа 1852 — 3 марта 1930), старший сын предыдущего
  - Иэн Дуглас Монтегю Кейт-Фальконер, лорд Инверури (5 апреля 1877 — 26 августа 1897), старший сын предыдущего
- 1930—1966: Артур Джордж Кейт-Фальконер, 10-й граф Кинтор (5 января 1879 — 25 мая 1966), младший брат предыдущего
- 1966—1974: Этел Сидни Кейт-Фальконер, 11-я графиня Кинтор (20 сентября 1874 — 21 сентября 1974), старшая дочь 9-го графа Кинтора
- 1974—1989: Джеймс Иэн Кейт, 12-й граф Кинтор (25 июля 1908 — 1 октября 1989), старший сын предыдущей
- 1989—2004: Майкл Каннинг Уильям Джон Кейт, 13-й граф Кинтор (22 февраля 1939 — 30 октября 2004), старший сын предыдущего
- 2004 — настоящее время: Джеймс Уильям Фальконер Кейт, 14-й граф Кинтор (род. 15 апреля 1976), единственный сын предыдущего
  - Наследник: Тристан Майкл Кейт, лорд Инверури (род. 2010), сын предыдущего.